# جاه البصيري (يافع)
جاه البصيري هي إحدى قرى القعيطي مركز لبعوس (لحج)موكز لبعوس بمديرية يافع التابعة لمحافظة لحج، بلغ تعداد سكانها 110 نسمة حسب تعداد اليمن لعام 2004.